# Isaura Clavero
Isaura Clavero Paradiñeiro (Vigo, siglo XX) es la primera ingeniera aeronáutica española.

## Biografía
Es la primera mujer que se licenció en Ingeniería Aeronáutica en España. Estudió en la Escuela Técnica Superior de Ingenieros Aeronáuticos de la Universidad Politécnica de Madrid y finalizó sus estudios en el curso académico 1973-1974. Estudió la especialidad de Aeronaves, Misiles y Motor Propulsión. Su clase constaba de 21 estudiantes.
Trabajó en Construcciones Aeronáuticas S. S (CASA) y después se trasladó a Airbus Defence and Space. Trabaja como ingeniera aeronáutica virtual en la coordinación de Aeronavegabilidad de la Agencia Estatal de Seguridad Aérea AESA.

## Reconocimientos
- En 2015 la Universidad Politécnica de Madrid realizó un reconocimiento a las primeras mujeres licenciadas en carreras técnicas.[6]